# Dusona aurita
Dusona aurita là một loài tò vò trong họ Ichneumonidae.